# Schöpstal
Schöpstal es un municipio situado en el distrito de Görlitz, en el estado federado de Sajonia (Alemania), a una altitud de 230 metros. Su población a finales de 2016 era de unos 2500 habs. y su densidad poblacional, 82 hab/km².